# حصن البلاد
حصن البلاد يقع بولاية بخا بمحافظة مسندم ة التي تقع في الشمال من سلطنة عُمان، بني عام 1834م على يد سليمان بن محمد آل مالك الشحي وبهذا الحصن خندق لحمايته وهو عريض من ثلاثة جهات، يمتاز الحصن ببرجه الذي يقع في زاويته الجنوبية الغربية وبداخل الحصن عدة تقسيمات داخلية كان قد صُمم جزءاً منها للعمل، وجزءاً آخر للسكن.

## التاريخ
يعود تاريخ بنائه إلى عام 1834م وبناه الشيخ/ سليمان بن محمد آل مالك الشحي في عهد الإمام سيف بن سلطان اليعربي.

## تخطيط الحصن
الحصن عبارة عن مبنى مستطيل الشكل يتكون من طابقين بارتفاع حوالي 14م، ويبلغ طوله حوالي 32.5م وعرضه حوالي 30.5م، وفي أحد أركانه برج دائري كما يوجد برجان مستطيلان في الركنيين الآخرين المتقابلين محورياً في الجنوب الشرقي والشمال الغربي.
يحيط بالحصن خندق عريض من ثلاث جهات طول هذا الخندق حوالي 87 متراً ويبلغ عرضه حوالي 4م، وعمقه 1.5م. ويبلغ عرض سوره حوالي 1م وارتفاعه حوالي 7م وأجمالي طوله حوالي 118م.

## التحسينات والترميم
تم ترميم الحصن عام 1989م من قبل وزارة الآثار والسياحة (حالياً وزارة التراث والسياحة)، وحوِّل إلى متحف وطني.